# Phthiria lacteipennis
Phthiria lacteipennis är en tvåvingeart som beskrevs av Gabriel Strobl 1909. Phthiria lacteipennis ingår i släktet Phthiria och familjen svävflugor.
Artens utbredningsområde är Spanien. Inga underarter finns listade i Catalogue of Life.